# Turn It Up (Pixie Lott album)
Turn It Up este albumul de debut al cantăreței-compozitoare Pixie Lott. Acesta a fost lansat pe 12 septembrie 2009 în Marea Britanie de casa de discuri Mercury Records. Albumul a debutat pe locul 6 în topul UK Albums Chart, ocupând poziția 13 în a doua săptămână și locul 23 în a treia săptămână. Rămânând încă o săptămână în top 40 în a cincea săptămână a ocupat poziția 41 sărind în topul 50. În topul 50 a stat 5 săptămâni după care a ieșit din top. Primele doua single-uri ale albumului, Mama Do(Uh Oh,Uh Oh) și Boys and Girls, au ocupat poziția 1 în topul UK Singles Chart, iar al treilea single, Cry Me Out, a intrat în top 20.

## Single-urile
- Mama Do (Uh Oh, Uh Oh) scris și produs de Mads Hauge și Phil Thornalley a fost lansat pe 6 iunie 2009 devenind primul single al cântăreței. Single-ul a ocupat locuri bune și devenind number one în topul UK Singles Chart.

- Boys and Girls este cel de-al doilea single de pe Turn It Up. Acesta a fost lansat pe 5 septembrie 2009. Melodia a ocupat poziția 1 în UK Singles Chart o săptămână și 8 săptămâni în top 40. Melodia a fost realizată de Diane Martel.

- Cry Me Out este single-ul 3 de pe albumul de debut a lui Pixie Lott. Acesta a fost lansat pe 30 noiembrie 2009. Melodia a intrat pe locul 16 în UK Singles Chart, un loc mediocru față de celelalte single-uri. Single-ul a fost realizat de Jake Nava.

## Lista cântecelor
| #   | Titlu                     | Scriitor(i)                                           | Producător(i)                      | Durată |
| --- | ------------------------- | ----------------------------------------------------- | ---------------------------------- | ------ |
| 1.  | "Mama Do (Uh Oh, Uh Oh)"  | Mads Hauge, Phil Thornalley                           | Hauge, Thornalley                  | 3:16   |
| 2.  | "Cry Me Out"              | Pixie Lott, Hauge, Thornalley, Colin Campsie          | Hauge, Thornalley                  | 4:04   |
| 3.  | "Band Aid"                | Toby Gad, Lott                                        | Gad                                | 3:30   |
| 4.  | "Turn It Up"              | Lott, Ruth-Anne Cunningham, Jonas Jeberg, Mich Hansen | Jeberg, Cutfather                  | 3:19   |
| 5.  | "Boys and Girls"          | Hauge, Thornalley, Lott                               | Hauge, Thornalley, Fraser T. Smith | 3:04   |
| 6.  | "Gravity"                 | Ina Wroldsen, Jeberg, Hansen, Lucas Secon             | Jeberg, Cutfather                  | 3:35   |
| 7.  | "My Love"                 | Lott, Cunnigham, Jeberg, Hansen                       | Jeberg, Cutfather                  | 3:19   |
| 8.  | "Jack"                    | Peter Zizzo, Lott, Marion Raven                       | Zizzo                              | 3:12   |
| 9.  | "Nothing Compares"        | Gad, Kaci Brown, Lott                                 | Gad                                | 3:34   |
| 10. | "Here We Go Again"        | Lott, RedOne, Steve Kipner, Andy Frampton             | RedOne                             | 3:06   |
| 11. | "The Way the World Works" | Zizzo, Lott                                           | Zizzo                              | 3:11   |
| 12. | "Hold Me in Your Arms"    | Lott,Ryan Laubscher                                   | Laubscher                          | 3:30   |

## Clasamente
| Clasament (2009)                | Cea mai bună poziție |
| ------------------------------- | -------------------- |
| Austrian Albums Chart           | 70                   |
| Belgian Albums Chart (Flanders) | 99                   |
| Belgian Albums Chart (Wallonia) | 70                   |
| Danish Albums Chart             | 16                   |
| Dutch Albums Chart              | 92                   |
| European Top 100 Albums         | 24                   |
| French Albums Chart             | 60                   |
| Irish Albums Chart              | 18                   |
| New Zealand Albums Chart        | 30                   |
| Swiss Albums Chart              | 49                   |
| UK Albums Chart                 | 6                    |

| Țara           | Certificator | Certificare | Vânzări |
| -------------- | ------------ | ----------- | ------- |
| Marea Britanie | BPI          | Gold        | 100.000 |

## Lansare
| Țara           | Data               | Casa      | Format               |
| -------------- | ------------------ | --------- | -------------------- |
| Irlanda        | 11 septembrie 2009 | Mercury   | CD                   |
| Marea Britanie | 14 septembrie 2009 | Mercury   | CD, digital download |
| Portugalia     | 14 septembrie 2009 | Universal | CD                   |
| Danemarca      | 14 septembrie 2009 | Universal | CD                   |
| Italia         | 18 septembrie 2009 | Universal | CD, digital download |
| Mexic          | 21 septembrie 2009 | Universal | CD                   |
| Brazilia       | 22 septembrie 2009 | Universal | CD                   |
| Germania       | 25 septembrie 2009 | Universal | CD                   |